# Olympische Sommerspiele 1936/Fechten – Säbel (Männer)
Der Wettkampf im Säbelfechten der Männer bei den Olympischen Spielen 1936 in Berlin fand vom 14. bis 15. August im Kuppelsaal und vor dem Haus des Deutschen Sports im Deutschen Sportforum statt.
Jede Nation durfte bis zu drei Fechter nominieren. Olympiasieger wurde Endre Kabos aus Ungarn. Silber gewann der Italiener Gustavo Marzi und Bronze gewann mit Aladár Gerevich ebenfalls ein Ungar.

## Ergebnisse

### Erste Runde

#### Pool 1
| Rang | Athlet             | Nation         | Punkte | S. | N. | Eigene Treffer | Gegner Treffer |
| ---- | ------------------ | -------------- | ------ | -- | -- | -------------- | -------------- |
| 1    | Aladár Gerevich    | Ungarn         | 12     | 6  | 0  | 30             | 9              |
| 2    | Marcel Faure       | Frankreich     | 10     | 5  | 1  | 28             | 14             |
| 3    | Władysław Segda    | Polen          | 10     | 5  | 2  | 31             | 22             |
| 4    | Robin Brook        | Großbritannien | 8      | 4  | 3  | 26             | 24             |
| 5    | Carmelo Bentancur  | Uruguay        | 8      | 4  | 3  | 28             | 28             |
| 6    | José Manuel Brunet | Argentinien    | 2      | 1  | 6  | 20             | 33             |
| 6    | Menelaos Psarrakis | Griechenland   | 2      | 1  | 6  | 17             | 33             |
| 8    | Georges Heywaert   | Belgien        | 2      | 1  | 6  | 19             | 34             |

#### Pool 2
| Rang | Athlet           | Nation           | Punkte | S. | N. | Eigene Treffer | Gegner Treffer |
| ---- | ---------------- | ---------------- | ------ | -- | -- | -------------- | -------------- |
| 1    | Endre Kabos      | Ungarn           | 16     | 8  | 0  | 40             | 9              |
| 2    | Josef Benedik    | Tschechoslowakei | 12     | 6  | 2  | 35             | 24             |
| 3    | August Heim      | Deutsches Reich  | 10     | 5  | 3  | 34             | 25             |
| 4    | Denis Dolecsko   | Rumänien         | 10     | 5  | 3  | 29             | 29             |
| 5    | Efraín Díaz      | Chile            | 8      | 4  | 4  | 27             | 28             |
| 5    | Jean Piot        | Frankreich       | 8      | 4  | 4  | 28             | 28             |
| 7    | Bengt Ljungquist | Schweden         | 6      | 3  | 5  | 28             | 31             |
| 8    | Cihat Teğin      | Türkei           | 2      | 1  | 7  | 22             | 37             |
| 9    | Charles Otis     | Kanada           | 0      | 0  | 8  | 8              | 40             |

#### Pool 3
| Rang | Athlet               | Nation             | Punkte | S. | N. | Eigene Treffer | Gegner Treffer |
| ---- | -------------------- | ------------------ | ------ | -- | -- | -------------- | -------------- |
| 1    | Édward Gardère       | Frankreich         | 12     | 6  | 0  | 30             | 16             |
| 2    | Giulio Gaudini       | Königreich Italien | 10     | 5  | 1  | 29             | 12             |
| 3    | Nicolae Marinescu    | Rumänien           | 8      | 4  | 2  | 24             | 17             |
| 4    | Antonius Montfoort   | Niederlande        | 8      | 4  | 2  | 24             | 19             |
| 5    | George Tully         | Kanada             | 4      | 2  | 4  | 16             | 21             |
| 6    | Norman Cohn-Armitage | Vereinigte Staaten | 4      | 2  | 4  | 21             | 26             |
| 7    | Orhan Adaş           | Türkei             | 2      | 1  | 5  | 14             | 28             |
| 8    | Moacyr Dunham        | Brasilien          | 0      | 0  | 6  | 11             | 30             |

#### Pool 4
| Rang | Athlet             | Nation         | Punkte | S. | N. | Eigene Treffer | Gegner Treffer |
| ---- | ------------------ | -------------- | ------ | -- | -- | -------------- | -------------- |
| 1    | Karl Sudrich       | Österreich     | 14     | 7  | 1  | 39             | 23             |
| 2    | László Rajcsányi   | Ungarn         | 12     | 6  | 1  | 34             | 14             |
| 3    | Nikolaos Manolesos | Griechenland   | 12     | 6  | 1  | 33             | 23             |
| 4    | Guy Harry          | Großbritannien | 8      | 4  | 4  | 30             | 30             |
| 5    | Camil Szatmary     | Rumänien       | 8      | 4  | 4  | 31             | 27             |
| 6    | Hubert de Bèsche   | Schweden       | 6      | 3  | 4  | 22             | 25             |
| 7    | Adolf Stocker      | Schweiz        | 6      | 3  | 5  | 28             | 32             |
| 8    | Krešo Tretinjak    | Jugoslawien    | 0      | 0  | 6  | 13             | 30             |
| 9    | Ennio de Oliveira  | Brasilien      | 0      | 0  | 7  | 9              | 35             |

#### Pool 5
| Rang | Athlet                 | Nation           | Punkte | S. | N. | Eigene Treffer | Gegner Treffer |
| ---- | ---------------------- | ---------------- | ------ | -- | -- | -------------- | -------------- |
| 1    | Josef Losert           | Österreich       | 10     | 5  | 1  | 27             | 15             |
| 2    | Antoni Sobik           | Polen            | 10     | 5  | 2  | 32             | 20             |
| 3    | Robert Van Den Neucker | Belgien          | 10     | 5  | 2  | 32             | 22             |
| 4    | Julio Moreno           | Chile            | 6      | 3  | 4  | 22             | 26             |
| 5    | Bohuslav Kirchmann     | Tschechoslowakei | 6      | 3  | 4  | 22             | 27             |
| 6    | Preben Christiansen    | Dänemark         | 6      | 3  | 4  | 26             | 29             |
| 7    | Mohamed Abdel Rahman   | Ägypten          | 4      | 2  | 5  | 20             | 31             |
| 8    | Alphonse Ruckstuhl     | Schweiz          | 2      | 1  | 5  | 17             | 28             |

#### Pool 6
| Rang | Athlet              | Nation      | Punkte | S. | N. | Eigene Treffer | Gegner Treffer |
| ---- | ------------------- | ----------- | ------ | -- | -- | -------------- | -------------- |
| 1    | Eugène Laermans     | Belgien     | 10     | 5  | 1  | 24             | 18             |
| 2    | Aage Leidersdorff   | Dänemark    | 8      | 4  | 0  | 20             | 15             |
| 3    | Hubert Loisel       | Österreich  | 6      | 3  | 2  | 21             | 16             |
| 3    | Vicente Krause      | Argentinien | 6      | 3  | 2  | 20             | 16             |
| 5    | Tomás Goyoaga       | Chile       | 2      | 1  | 4  | 16             | 23             |
| 5    | Enver Balkan        | Türkei      | 2      | 1  | 4  | 14             | 23             |
| 7    | Charles Glasstetter | Schweiz     | 0      | 0  | 4  | 11             | 20             |

#### Pool 7
| Rang | Athlet                          | Nation             | Punkte | S. | N. | Eigene Treffer | Gegner Treffer |
| ---- | ------------------------------- | ------------------ | ------ | -- | -- | -------------- | -------------- |
| 1    | John Huffman                    | Vereinigte Staaten | 12     | 6  | 0  | 30             | 13             |
| 2    | Richard Wahl                    | Deutsches Reich    | 8      | 4  | 1  | 21             | 14             |
| 3    | Hervarth Frass von Friedenfeldt | Tschechoslowakei   | 8      | 4  | 2  | 25             | 18             |
| 3    | José Julián de la Fuente        | Uruguay            | 8      | 4  | 2  | 25             | 18             |
| 5    | Konstantinos Botasis            | Griechenland       | 4      | 2  | 4  | 24             | 26             |
| 6    | Don Collinge                    | Kanada             | 4      | 2  | 5  | 20             | 33             |
| 7    | Bernardo de la Guardia          | Costa Rica         | 2      | 1  | 5  | 17             | 28             |
| 7    | Erik Hammer Sørensen            | Dänemark           | 2      | 1  | 5  | 16             | 28             |

#### Pool 8
| Rang | Athlet               | Nation             | Punkte | S. | N. | Eigene Treffer | Gegner Treffer |
| ---- | -------------------- | ------------------ | ------ | -- | -- | -------------- | -------------- |
| 1    | Vincenzo Pinton      | Königreich Italien | 10     | 5  | 0  | 25             | 9              |
| 2    | Dimitar Wassilew     | Bulgarien          | 8      | 4  | 2  | 23             | 17             |
| 3    | París Rodríguez      | Uruguay            | 8      | 4  | 2  | 27             | 18             |
| 4    | Pieter van Wieringen | Niederlande        | 6      | 3  | 3  | 22             | 24             |
| 5    | Ivar Tingdahl        | Schweden           | 4      | 2  | 4  | 18             | 26             |
| 6    | Carmelo Merlo        | Argentinien        | 2      | 1  | 4  | 14             | 22             |
| 7    | Pavao Pintarić       | Jugoslawien        | 2      | 1  | 5  | 16             | 29             |

#### Pool 9
| Rang | Athlet                | Nation             | Punkte | S. | N. | Eigene Treffer | Gegner Treffer |
| ---- | --------------------- | ------------------ | ------ | -- | -- | -------------- | -------------- |
| 1    | Gustavo Marzi         | Königreich Italien | 8      | 4  | 1  | 22             | 12             |
| 2    | Frans Mosman          | Niederlande        | 8      | 4  | 2  | 25             | 17             |
| 3    | Władysław Dobrowolski | Polen              | 8      | 4  | 1  | 22             | 19             |
| 4    | Oliver Trinder        | Großbritannien     | 8      | 4  | 2  | 26             | 20             |
| 5    | Peter Bruder          | Vereinigte Staaten | 6      | 3  | 3  | 22             | 19             |
| 6    | Lodovico Alessandri   | Brasilien          | 2      | 1  | 5  | 12             | 28             |
| 7    | Milivoj Radović       | Jugoslawien        | 0      | 0  | 6  | 16             | 30             |

### Viertelfinale

#### Pool 1
| Rang | Athlet                   | Nation           | Punkte | S. | N. | Eigene Treffer | Gegner Treffer |
| ---- | ------------------------ | ---------------- | ------ | -- | -- | -------------- | -------------- |
| 1    | Hubert Loisel            | Österreich       | 6      | 3  | 2  | 18             | 12             |
| 2    | László Rajcsányi         | Ungarn           | 6      | 3  | 2  | 21             | 15             |
| 3    | José Julián de la Fuente | Uruguay          | 6      | 3  | 2  | 16             | 18             |
| 4    | Guy Harry                | Großbritannien   | 4      | 2  | 3  | 19             | 18             |
| 5    | Eugène Laermans          | Belgien          | 4      | 2  | 3  | 16             | 21             |
| 5    | Josef Benedik            | Tschechoslowakei | 4      | 2  | 3  | 15             | 21             |

#### Pool 2
| Rang | Athlet                          | Nation             | Punkte | S. | N. | Eigene Treffer | Gegner Treffer |
| ---- | ------------------------------- | ------------------ | ------ | -- | -- | -------------- | -------------- |
| 1    | Giulio Gaudini                  | Königreich Italien | 6      | 3  | 1  | 18             | 10             |
| 2    | Pieter van Wieringen            | Niederlande        | 6      | 3  | 1  | 18             | 13             |
| 2    | Władysław Segda                 | Polen              | 6      | 3  | 1  | 18             | 13             |
| 4    | Karl Sudrich                    | Österreich         | 2      | 1  | 3  | 17             | 18             |
| 4    | Richard Wahl                    | Deutsches Reich    | 2      | 1  | 3  | 7              | 18             |
| 6    | Hervarth Frass von Friedenfeldt | Tschechoslowakei   | 2      | 1  | 3  | 13             | 19             |

#### Pool 3
| Rang | Athlet            | Nation             | Punkte | S. | N. | Eigene Treffer | Gegner Treffer |
| ---- | ----------------- | ------------------ | ------ | -- | -- | -------------- | -------------- |
| 1    | Gustavo Marzi     | Königreich Italien | 10     | 5  | 0  | 25             | 13             |
| 2    | Oliver Trinder    | Großbritannien     | 6      | 3  | 2  | 22             | 13             |
| 3    | Édward Gardère    | Frankreich         | 6      | 3  | 2  | 21             | 20             |
| 4    | August Heim       | Deutsches Reich    | 4      | 2  | 3  | 17             | 18             |
| 5    | Aage Leidersdorff | Dänemark           | 2      | 1  | 4  | 16             | 23             |
| 6    | Denis Dolecsko    | Rumänien           | 2      | 1  | 4  | 10             | 24             |

#### Pool 4
| Rang | Athlet             | Nation       | Punkte | S. | N. | Eigene Treffer | Gegner Treffer |
| ---- | ------------------ | ------------ | ------ | -- | -- | -------------- | -------------- |
| 1    | Endre Kabos        | Ungarn       | 10     | 5  | 0  | 25             | 9              |
| 2    | Josef Losert       | Österreich   | 6      | 3  | 2  | 21             | 14             |
| 3    | Dimitar Wassilew   | Bulgarien    | 4      | 2  | 3  | 12             | 16             |
| 4    | Vicente Krause     | Argentinien  | 4      | 2  | 3  | 20             | 18             |
| 5    | Antonius Montfoort | Niederlande  | 4      | 2  | 3  | 16             | 21             |
| 6    | Nikolaos Manolesos | Griechenland | 2      | 1  | 4  | 8              | 24             |

#### Pool 5
| Rang | Athlet                 | Nation             | Punkte | S. | N. | Eigene Treffer | Gegner Treffer |
| ---- | ---------------------- | ------------------ | ------ | -- | -- | -------------- | -------------- |
| 1    | París Rodríguez        | Uruguay            | 6      | 3  | 1  | 16             | 9              |
| 2    | Aladár Gerevich        | Ungarn             | 6      | 3  | 1  | 17             | 13             |
| 3    | Robert Van Den Neucker | Belgien            | 6      | 3  | 2  | 20             | 18             |
| 4    | Władysław Dobrowolski  | Polen              | 4      | 2  | 3  | 19             | 19             |
| 5    | John Huffman           | Vereinigte Staaten | 2      | 1  | 3  | 12             | 15             |
| 6    | Julio Moreno           | Chile              | 2      | 1  | 3  | 9              | 19             |

#### Pool 6
| Rang | Athlet            | Nation             | Punkte | S. | N. | Eigene Treffer | Gegner Treffer |
| ---- | ----------------- | ------------------ | ------ | -- | -- | -------------- | -------------- |
| 1    | Vincenzo Pinton   | Königreich Italien | 8      | 4  | 0  | 20             | 11             |
| 2    | Marcel Faure      | Frankreich         | 6      | 3  | 1  | 16             | 11             |
| 3    | Antoni Sobik      | Polen              | 6      | 3  | 1  | 19             | 12             |
| 4    | Frans Mosman      | Niederlande        | 2      | 1  | 3  | 16             | 17             |
| 5    | Robin Brook       | Großbritannien     | 2      | 1  | 3  | 11             | 18             |
| 6    | Nicolae Marinescu | Rumänien           | 0      | 0  | 4  | 7              | 20             |

### Halbfinale

#### Pool 1
| Rang | Athlet                 | Nation             | Punkte | S. | N. | Eigene Treffer | Gegner Treffer |
| ---- | ---------------------- | ------------------ | ------ | -- | -- | -------------- | -------------- |
| 1    | Aladár Gerevich        | Ungarn             | 6      | 3  | 0  | 15             | 7              |
| 2    | Robert Van Den Neucker | Belgien            | 6      | 3  | 0  | 15             | 9              |
| 3    | Gustavo Marzi          | Königreich Italien | 6      | 3  | 1  | 17             | 11             |
| 4    | Oliver Trinder         | Großbritannien     | 2      | 1  | 3  | 12             | 17             |
| 5    | Marcel Faure           | Frankreich         | 2      | 1  | 3  | 11             | 18             |
| 6    | Hubert Loisel          | Österreich         | 0      | 0  | 4  | 12             | 20             |

#### Pool 2
| Rang | Athlet               | Nation             | Punkte | S. | N. | Eigene Treffer | Gegner Treffer |
| ---- | -------------------- | ------------------ | ------ | -- | -- | -------------- | -------------- |
| 1    | Endre Kabos          | Ungarn             | 8      | 4  | 0  | 20             | 11             |
| 2    | Antoni Sobik         | Polen              | 8      | 4  | 1  | 22             | 14             |
| 3    | Giulio Gaudini       | Königreich Italien | 6      | 3  | 2  | 20             | 18             |
| 4    | París Rodríguez      | Uruguay            | 4      | 2  | 3  | 19             | 17             |
| 5    | Pieter van Wieringen | Niederlande        | 2      | 1  | 3  | 10             | 15             |
| 6    | Édward Gardère       | Frankreich         | 0      | 0  | 5  | 9              | 25             |

#### Pool 3
| Rang | Athlet                   | Nation             | Punkte | S. | N. | Eigene Treffer | Gegner Treffer |
| ---- | ------------------------ | ------------------ | ------ | -- | -- | -------------- | -------------- |
| 1    | Vincenzo Pinton          | Königreich Italien | 8      | 4  | 0  | 20             | 9              |
| 2    | Josef Losert             | Österreich         | 6      | 3  | 1  | 17             | 11             |
| 3    | László Rajcsányi         | Ungarn             | 6      | 3  | 2  | 20             | 13             |
| 4    | Władysław Segda          | Polen              | 4      | 2  | 3  | 14             | 22             |
| 5    | José Julián de la Fuente | Uruguay            | 2      | 1  | 3  | 12             | 18             |
| 6    | Dimitar Wassilew         | Bulgarien          | 0      | 0  | 4  | 10             | 20             |

### Finale
| Rang | Athlet                 | Nation             | Punkte | S. | N. | Eigene Treffer | Gegner Treffer |
| ---- | ---------------------- | ------------------ | ------ | -- | -- | -------------- | -------------- |
| 1    | Endre Kabos            | Ungarn             | 14     | 7  | 1  | 37             | 20             |
| 2    | Gustavo Marzi          | Königreich Italien | 12     | 6  | 2  | 35             | 22             |
| 3    | Aladár Gerevich        | Ungarn             | 12     | 6  | 2  | 37             | 26             |
| 4    | László Rajcsányi       | Ungarn             | 10     | 5  | 3  | 34             | 25             |
| 5    | Vincenzo Pinton        | Königreich Italien | 10     | 5  | 3  | 32             | 28             |
| 6    | Giulio Gaudini         | Königreich Italien | 6      | 3  | 5  | 27             | 28             |
| 7    | Antoni Sobik           | Polen              | 4      | 2  | 6  | 22             | 34             |
| 8    | Josef Losert           | Österreich         | 4      | 2  | 6  | 20             | 36             |
| 9    | Robert Van Den Neucker | Belgien            | 0      | 0  | 8  | 15             | 40             |

| Begegnung        | Begegnung              | Ergebnis | Ergebnis |
| ---------------- | ---------------------- | -------- | -------- |
| Endre Kabos      | Aladár Gerevich        | 5        | 4        |
| Endre Kabos      | László Rajcsányi       | 5        | 3        |
| Endre Kabos      | Vincenzo Pinton        | 5        | 3        |
| Endre Kabos      | Giulio Gaudini         | 5        | 2        |
| Endre Kabos      | Antoni Sobik           | 5        | 1        |
| Endre Kabos      | Josef Losert           | 5        | 1        |
| Endre Kabos      | Robert Van Den Neucker | 5        | 1        |
| Gustavo Marzi    | Endre Kabos            | 5        | 2        |
| Gustavo Marzi    | László Rajcsányi       | 5        | 3        |
| Gustavo Marzi    | Vincenzo Pinton        | 5        | 1        |
| Gustavo Marzi    | Giulio Gaudini         | 5        | 2        |
| Gustavo Marzi    | Josef Losert           | 5        | 2        |
| Gustavo Marzi    | Robert Van Den Neucker | 5        | 2        |
| Aladár Gerevich  | Gustavo Marzi          | 5        | 4        |
| Aladár Gerevich  | Vincenzo Pinton        | 5        | 3        |
| Aladár Gerevich  | Giulio Gaudini         | 5        | 4        |
| Aladár Gerevich  | Antoni Sobik           | 5        | 2        |
| Aladár Gerevich  | Josef Losert           | 5        | 3        |
| Aladár Gerevich  | Robert Van Den Neucker | 5        | 0        |
| László Rajcsányi | Aladár Gerevich        | 5        | 3        |
| László Rajcsányi | Giulio Gaudini         | 5        | 2        |
| László Rajcsányi | Antoni Sobik           | 5        | 2        |
| László Rajcsányi | Josef Losert           | 5        | 1        |
| László Rajcsányi | Robert Van Den Neucker | 5        | 2        |
| Vincenzo Pinton  | László Rajcsányi       | 5        | 3        |
| Vincenzo Pinton  | Giulio Gaudini         | 5        | 2        |
| Vincenzo Pinton  | Antoni Sobik           | 5        | 4        |
| Vincenzo Pinton  | Josef Losert           | 5        | 2        |
| Vincenzo Pinton  | Robert Van Den Neucker | 5        | 2        |
| Giulio Gaudini   | Antoni Sobik           | 5        | 0        |
| Giulio Gaudini   | Josef Losert           | 5        | 1        |
| Giulio Gaudini   | Robert Van Den Neucker | 5        | 2        |
| Antoni Sobik     | Gustavo Marzi          | 5        | 1        |
| Antoni Sobik     | Robert Van Den Neucker | 5        | 3        |
| Josef Losert     | Antoni Sobik           | 5        | 3        |
| Josef Losert     | Robert Van Den Neucker | 5        | 3        |